# سیمون لهاتسی
سیمون لهاتسی (ارمنی: Սիմեոն Լեհացի؛   زادهٔ ۱۵۸۴ - درگذشته ۱۶۳۹) نویسنده اهل ارمنستان بود.

## زندگی‌نامه
وی در ح. ۱۵۸۴ در زاموشچ به دنیا آمد .  وی در ?۱۶۳۹ در سن ۵۵ سالگی  درگذشت.

## نگارخانه

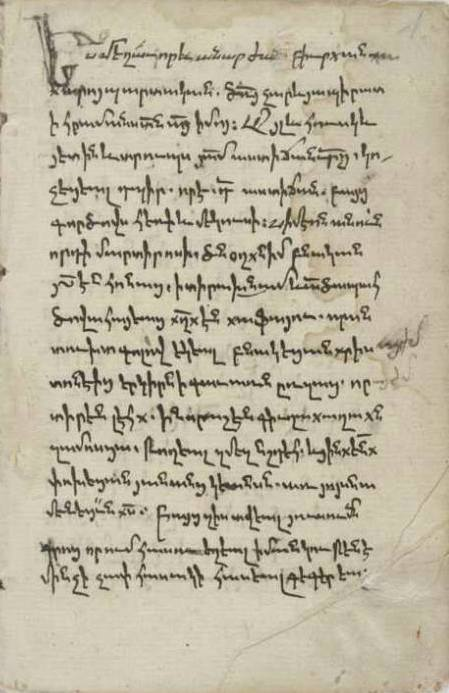
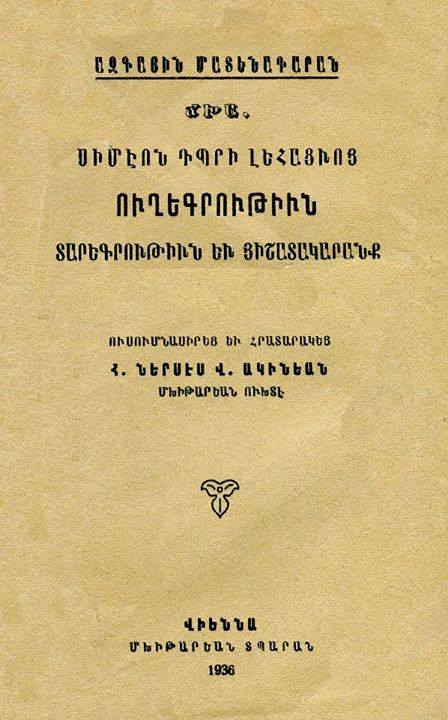